# Limnophila quaesita
Limnophila quaesita là một loài ruồi trong họ Limoniidae. Chúng phân bố ở miền Australasia.